# Чудиново (Владимирская область)
Чудиново — деревня  в Вязниковском районе Владимирской области России, входит в состав муниципального образования «Город Вязники».

## География
Деревня расположена в 3 км на запад от Вязников на федеральной автомобильной дороге М7 «Волга».

## История
В конце XIX — начале XX века деревня входила в состав Станковской волости Вязниковского уезда, с 1926 года — в составе Вязниковской волости. 
С 1929 года деревня входила в состав Больше-Липкинского сельсовета Вязниковского района, с 1940 года — в составе Лосевского сельсовета, с 1949 года — в составе Коурковского сельсовета, с 1986 года — центр Чудиновского сельсовета, с 2005 года — в составе муниципального образования «Город Вязники». В годы Советской власти в деревне располагалась центральная усадьба совхоза «Вязниковский».

## Население
| 1859 | 1905 | 1926 | 2002  | 2010  | 2021 |
| ---- | ---- | ---- | ----- | ----- | ---- |
| 202  | ↗222 | ↗327 | ↗1104 | ↗1310 | ↘998 |

## Инфраструктура
В деревне имеются Чудиновская основная общеобразовательная школа (новое здание построено в 1996 году), фельдшерско-акушерский пункт, отделение почтовой связи.
В деревне расположена колония-поселение ФКУ КП-9 УФСИН России по Владимирской области.